# QZ Андромеды
QZ Андромеды (лат. QZ Andromedae) — одиночная переменная звезда в созвездии Андромеды на расстоянии (вычисленном из значения параллакса) приблизительно 27000 световых лет (около 8278 парсеков) от Солнца. Видимая звёздная величина звезды — от менее +15m до +12,9m.

## Характеристики
QZ Андромеды — оранжево-красная пульсирующая переменная звезда, мирида (M:) спектрального класса M-K. Эффективная температура — около 4018 K.